# Epitausa rubrifusca
Epitausa rubrifusca är en fjärilsart som beskrevs av William Schaus 1911. Epitausa rubrifusca ingår i släktet Epitausa och familjen nattflyn. Inga underarter finns listade i Catalogue of Life.